# Anatolij Żdanowicz
Anatolij Wiktorowicz Żdanowicz (ros. Анатолий Викторович Жданович; ur. 23 grudnia 1961 w Nowosybirsku) – rosyjski biathlonista reprezentujący też ZSRR, trzykrotny medalista mistrzostw świata.

## Kariera
W Pucharze Świata zadebiutował w sezonie 1983/1984. W zawodach tego cyklu cztery razy stawał na podium, za każdym razem w biegu indywidualnym: 30 stycznia 1986 roku w Oberhofie, 15 stycznia 1987 roku w Anterselvie i 20 lutego 1990 roku w Mińsku był trzeci, a 13 grudnia 1990 roku w Les Saisies zajął drugie miejsce. Najlepsze wyniki osiągnął w sezonach 1986/1987 i 1989/1990, kiedy zajmował dwunaste miejsce w klasyfikacji generalnej.
W 1987 roku wystąpił na mistrzostwach świata w Lake Placid, gdzie zajął 22. miejsce w biegu indywidualnym. Podczas mistrzostw świata w Mińsku/Oslo w tej samej konkurencji zajął trzecie miejsce. Wyprzedzili go jedynie dwaj rodacy: Walerij Miedwiedcew i Siergiej Czepikow. Na tej samej imprezie zajął także czwarte miejsce w biegu drużynowym. Na rozgrywanych rok później mistrzostwach świata w Lahti wspólnie z Miedwiedcewem, Czepikowem i Siergiejem Tarasowem zdobył brązowy medal w biegu drużynowym. Największy sukces osiągnął jednak podczas mistrzostw świata w Nowosybirsku w 1992 roku, gdzie razem z Jewgienijem Ried´kinem, Aleksiejem Tropnikowem i Aleksandrem Popowem zwyciężył w biegu drużynowym. Nigdy nie wystartował na igrzyskach olimpijskich.

## Osiągnięcia

### Mistrzostwa świata
| Rok  | Miejscowość | Konkurencje | Konkurencje | Konkurencje | Konkurencje | Konkurencje | Konkurencje | Konkurencje |
| Rok  | Miejscowość | IN          | SP          | PU          | MS          | RL          | MR          | SR          |
| ---- | ----------- | ----------- | ----------- | ----------- | ----------- | ----------- | ----------- | ----------- |
| 1987 | Lake Placid | 22.         | –           | nd.         | nd.         | –           | nd.         | –           |
| 1990 | Mińsk/Oslo  | 3.          | –           | nd.         | nd.         | –           | nd.         | –           |
| 1991 | Lahti       | –           | –           | nd.         | nd.         | –           | nd.         | –           |
| 1992 | Nowosybirsk | –           | –           | nd.         | nd.         | –           | nd.         | –           |

### Puchar Świata

#### Miejsca w klasyfikacji generalnej
| Sezon     | Miejsce |
| --------- | ------- |
| 1985/1986 | 26.     |
| 1986/1987 | 12.     |
| 1987/1988 | 46.     |
| 1988/1989 | 21.     |
| 1989/1990 | 12.     |
| 1990/1991 | 25.     |
| 1991/1992 | 34.     |

#### Miejsca na podium chronologicznie
| Lp. | Dzień       | Rok  | Miejscowość | Konkurencja                | Lokata | Pudła   | Czas biegu | Strata  | Zwycięzca           |
| --- | ----------- | ---- | ----------- | -------------------------- | ------ | ------- | ---------- | ------- | ------------------- |
| 1.  | 30 stycznia | 1986 | Oberhof     | Bieg indywidualny na 20 km | 3.     | 3       | 1:03:02,0  | +1:32,0 | Peter Angerer       |
| 2.  | 15 stycznia | 1987 | Anterselva  | Bieg indywidualny na 20 km | 3.     | 0+1+1+0 | 1:02:57,5  | +1:07,3 | Frank-Peter Roetsch |
| 3.  | 20 lutego   | 1990 | Mińsk       | Bieg indywidualny na 20 km | 3.     | 0+0+0+0 | 1:06:39,7  | +1:59,6 | Walerij Miedwiedcew |
| 4.  | 13 grudnia  | 1990 | Les Saisies | Bieg indywidualny na 20 km | 2.     | 0+0+0+0 | 1:08:31,8  | +2:20,7 | Siergiej Czepikow   |